# Lhota (Merklín)
Lhota je malá vesnice, část obce Merklín v okrese Plzeň-jih v Plzeňském kraji. Nachází se asi 3,5 kilometru západně od Merklína. Je zde evidováno 36 adres. V roce 2011 zde trvale žilo 31 obyvatel.
Lhota leží v katastrálním území Kloušov o výměře 3,06 km².

## Historie
První písemná zmínka o vesnici pochází z roku 1552.

## Obyvatelstvo
| Rok            | 1869 | 1880 | 1890 | 1900 | 1910 | 1921 | 1930 | 1950 | 1961 | 1970 | 1980 | 1991 | 2001 | 2011 | 2021 |
| -------------- | ---- | ---- | ---- | ---- | ---- | ---- | ---- | ---- | ---- | ---- | ---- | ---- | ---- | ---- | ---- |
| Počet obyvatel | 154  | 134  | 179  | 144  | 162  | 170  | 190  | 100  | 96   | 62   | 61   | 22   | 14   | 31   | 32   |
| Počet domů     | 20   | 17   | 22   | 18   | 24   | 27   | 33   | 35   | 35   | 22   | 24   | 20   | 18   | 20   | 22   |

## Obecní správa
Při sčítání lidu v letech 1850–1959 Lhota byla osadou obce Kloušov, se kterým patřila nejprve do okresu Přeštice, ale v roce 1950 v okrese Stod. Od roku 1960 je částí obce Merklín v okrese Plzeň-jih.

## Galerie

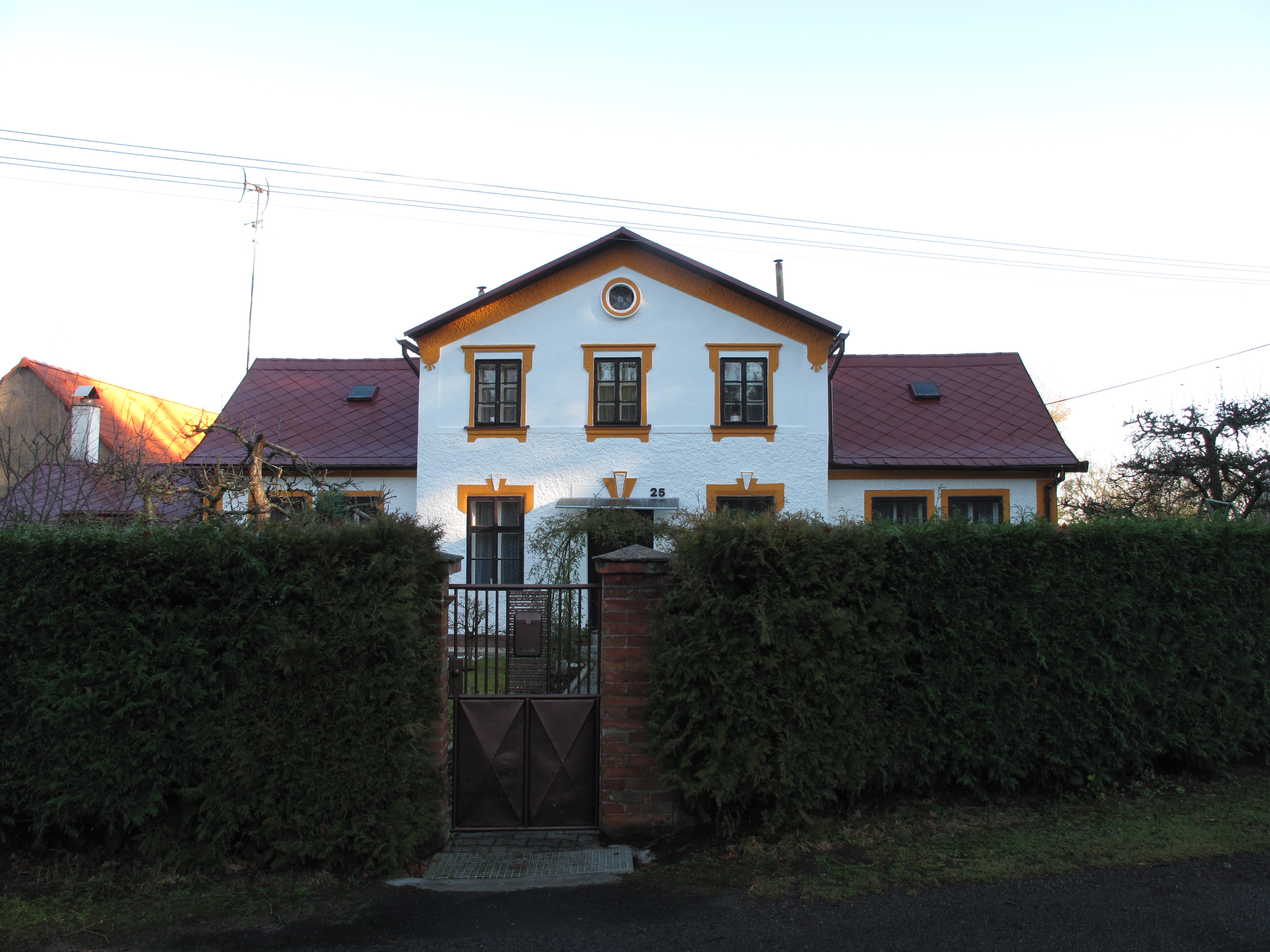
Dům
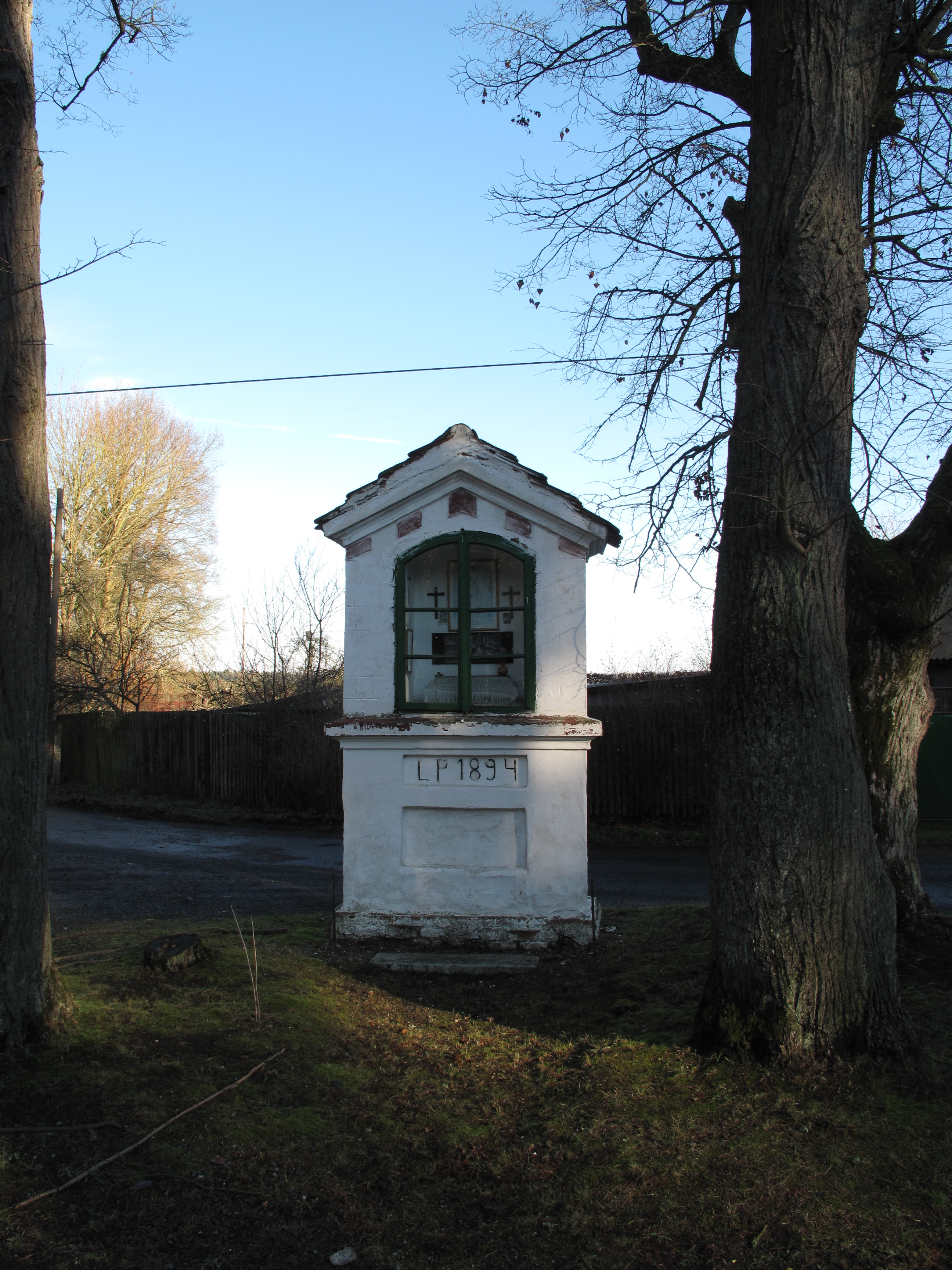
Kaplička
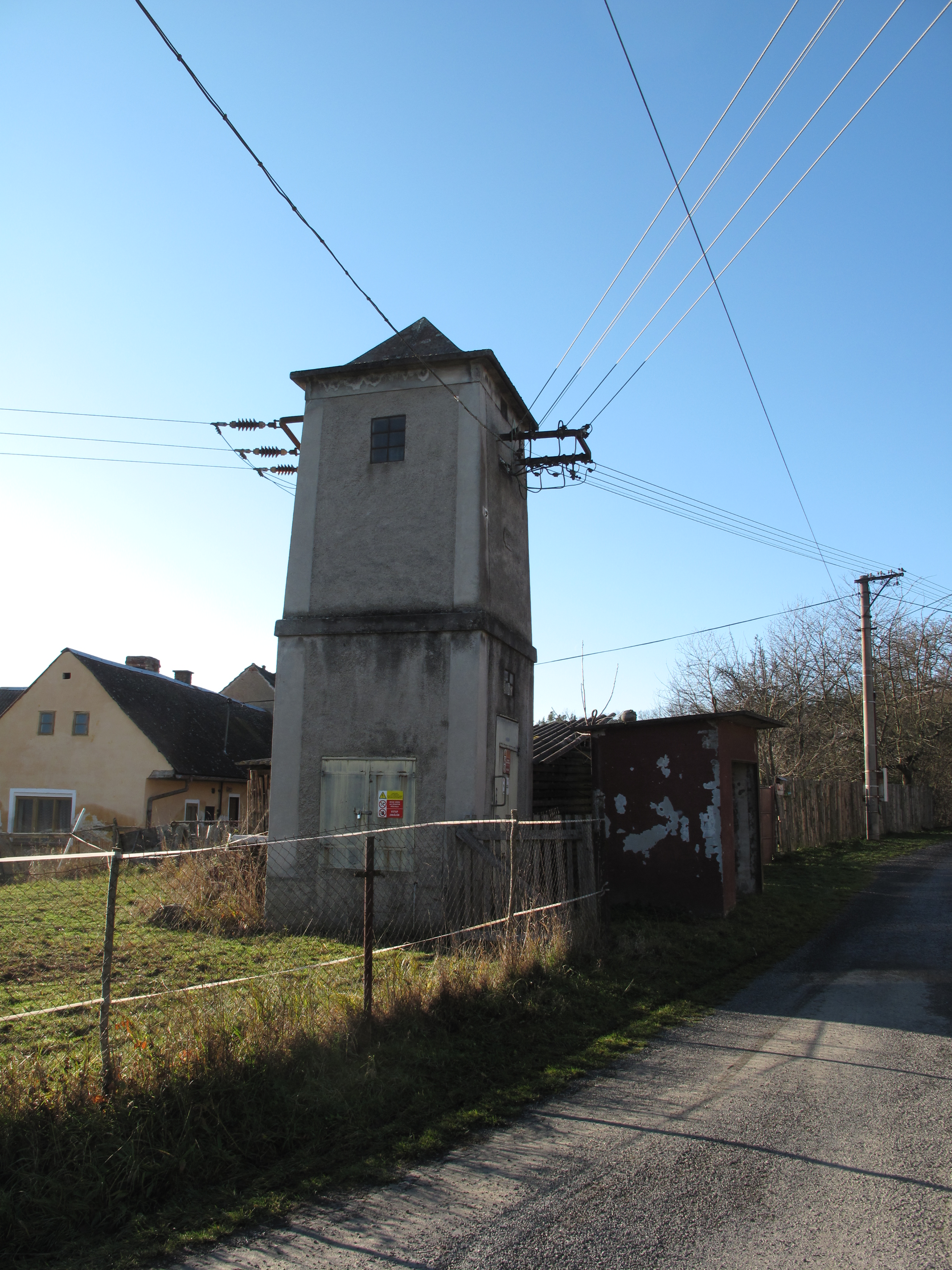
Trafo
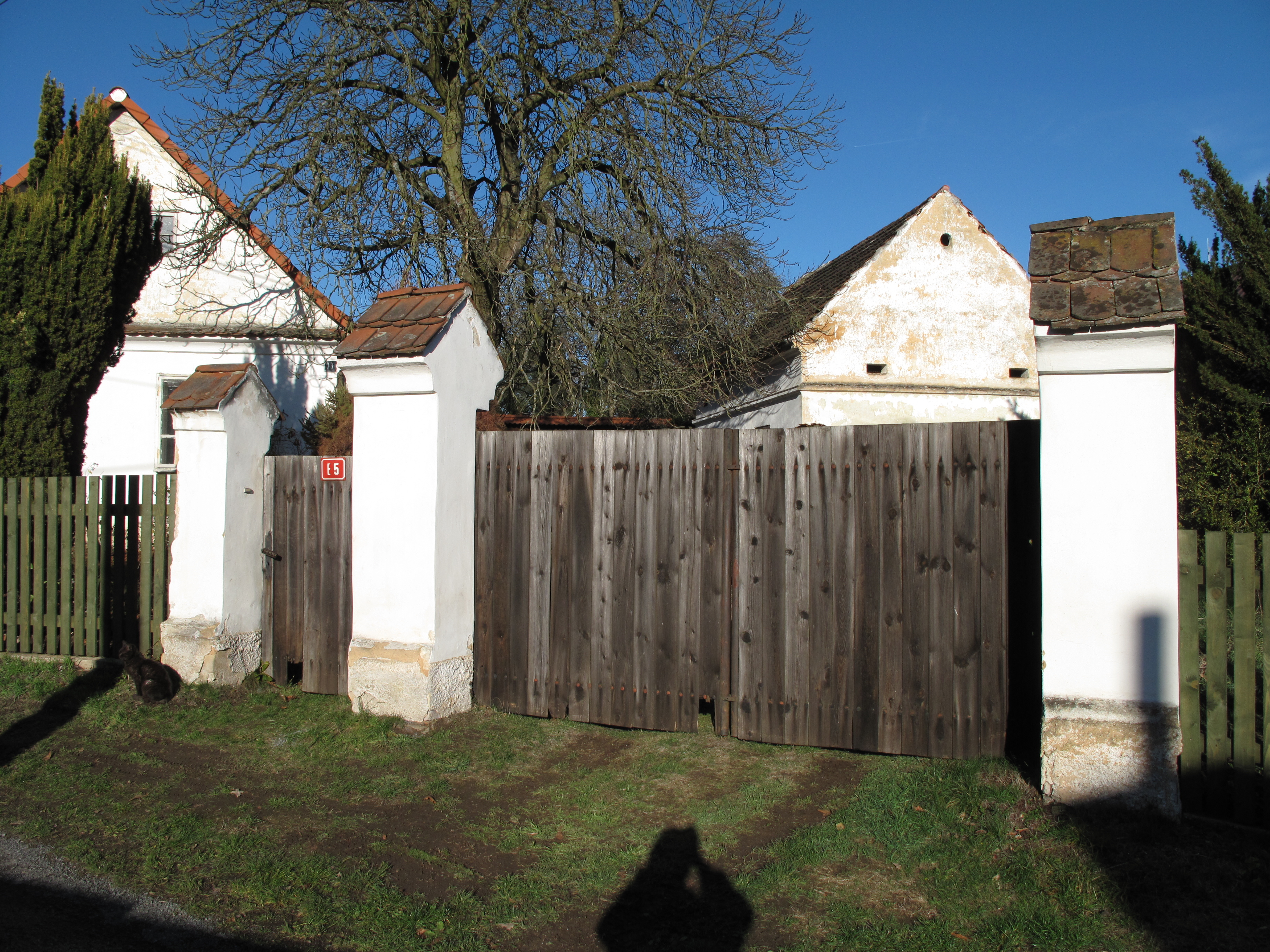
Vrata